# Ernst Bammel
Ernst Bammel (* 20. Januar 1923 in Adenau; † 5. Dezember 1996) war ein deutscher evangelischer Theologe.

## Leben
Ernst Bammel war ein Sohn von Fritz Bammel (1888–1974), Pfarrer u. a. bis 1938 in Goch. Nach den Promotionen zum Dr. phil. am 27. August 1946 in Bonn und zum Dr. theol. an der Universität Bonn am 22. Dezember 1949 wurde er 1953 Privatdozent an der Universität Erlangen und 1984 Professor an der Universität Münster (Wissenschaft des Judentums und neutestamentliche Theologie). In den 1960er und 1970er Jahren nahm er mehrere Gastprofessuren in Cambridge wahr.

## Schriften (Auswahl)
- Frankfurt und Berlin in der deutschen Revolution. Bonn 1949, OCLC 716553505.
- Die Reichsgründung und der deutsche Protestantismus. Erlangen 1973, OCLC 1029070244.
- Judaica. Tübingen 1986, ISBN 3-16-144971-1.
- Jesu Nachfolger. Nachfolgeüberlieferungen in der Zeit des frühen Christentums. Heidelberg 1988, ISBN 3-7953-0852-6.